# Megachile disjuncta
Megachile disjuncta is een vliesvleugelig insect uit de familie Megachilidae. De wetenschappelijke naam van de soort werd voor het eerst geldig gepubliceerd in 1781 door Fabricius als Apis disjuncta